# H. H. Hollis
Pour les articles homonymes, voir Hollis et Olis.
H. H. Hollis est le pseudonyme de Ben Neal Ramey, né le 7 octobre 1921 et mort en mai 1977, écrivain de science-fiction américain.
Ben Neal Ramey était juriste au Texas ; il a écrit des récits de science-fiction en guise de passe-temps.
Deux de ses nouvelles, The Guerrilla Trees (1968) et Sword Game (1968), ont été nommés pour le prix Nebula.

## Nouvelles
- Ouled Nail (1966)
- Cybernia, If (July 1966)
- He Long, Slow Orbits (1967)
- (en) Travelers Guide to Megahouston, 1967
- (en) The Guerrilla Trees, 1968Nommée au prix Nebula de la meilleure nouvelle longue 1968
- (en) The Guerrilla Trees, 1968Nommée au prix Nebula de la meilleure nouvelle longue 1968
- Eeeetz Ch (1968), traduit en France sous le titre Jeux de mains
- (en) Too Many People, 1971
- L'Avocat camé, 1984 ((en) Stoned Counsel, 1972)
- (en) Different Angle, 1973
- (en) Every Day in Every Way, 1976
- The Widow Figler Versus Ceramic Gardens of Memory, Inc. (1976)
- Arachne (1976)
- Dark Body (1976)
- Inertia (1976)
- Even Money (1979)